# Landtagswahlkreis Bochum I
Der Landtagswahlkreis Bochum I ist ein Landtagswahlkreis in Nordrhein-Westfalen. Seit 2022 umfasst er folgende Wahlbezirke der kreisfreien Stadt Bochum:
| Stadtbezirke im Landtagswahlkreis Bochum I | Stadtbezirke im Landtagswahlkreis Bochum I | Stadtbezirke im Landtagswahlkreis Bochum I |
| Stadtbezirk Nord                           | Stadtbezirk Ost                            | Stadtbezirk Mitte                          |
| ------------------------------------------ | ------------------------------------------ | ------------------------------------------ |
| 31 Bergen/Hiltrop                          | 41 Laer/Werne-West                         | 10 Grumme                                  |
| 32 Voede/Harpen                            | 42 Werne                                   | 11 Altenbochum                             |
| 33 Gerthe/Rosenberg                        | 43 Langendreer-Nord/Ümmingen               | 17 Riemke                                  |
|                                            | 44 Langendreer-West                        |                                            |
|                                            | 45 Langendreer-Ost                         |                                            |

## Geschichte
Zur Landtagswahl 1980 wurde der Zuschnitt der Wahlkreise überarbeitet. Der Wahlkreis Bochum I umfasste seitdem die Stadtbezirke Nord und Ost. Zur Landtagswahl 2000 kam ein Teil des Stadtbezirks Mitte hinzu, nachdem der Wahlkreis Bochum IV aufgelöst wurde. Der jetzige Zuschnitt besteht seit der Landtagswahl 2022, zu der der Wahlbezirk 14 Innenstadt-Südost in den Wahlkreis Bochum III umgegliedert wurde.

## Landtagswahl 2022
Die Landtagswahl fand am 15. Mai 2022 statt. Andrea Busche wurde mit 42,0 % direkt in den Landtag gewählt. Die Wahlbeteiligung betrug 53,6 %.
| Direktkandidat       | Partei | Partei                | Erststimmen in % | Zweitstimmen in % |
| -------------------- | ------ | --------------------- | ---------------- | ----------------- |
| Maurice Schirmer     |        | CDU                   | 23,2             | 24,6              |
| Andrea Busche        |        | SPD                   | 42,0             | 36,3              |
| Anna di Bari         |        | Bündnis 90/Die Grünen | 16,8             | 18,1              |
| Léon Beck            |        | FDP                   | 4,5              | 4,7               |
| Udo Fischer          |        | AfD                   | 6,3              | 6,3               |
| Sven-Eric Ratajczak  |        | Die Linke             | 2,8              | 2,9               |
| Christian Lütkemeier |        | Die PARTEI            | 2,3              | 1,4               |
| Noel Kohn            |        | dieBasis              | 1,0              | 0,7               |
| Christian Sontag     |        | Volt                  | 0,4              | 0,5               |
| Anna Vöhringer       |        | MLPD                  | 0,2              | 0,1               |
| –                    |        | Sonstige              | 0,5              | 4,4               |

## Landtagswahl 2017
Wahlberechtigt waren 100.982 Einwohner, von denen 64,2 % ihre Stimme abgaben.
| Direktkandidat       | Partei   | Erststimmen in % | Zweitstimmen in % |
| -------------------- | -------- | ---------------- | ----------------- |
| Carina Gödecke       | SPD      | 42,8             | 36,8              |
| Regina van Dinther   | CDU      | 25,7             | 23,6              |
| Wolfgang Rettich     | GRÜNE    | 5,9              | 7,1               |
| Léon Beck            | FDP      | 7,1              | 9,4               |
| Günter Nierstenhöfer | PIRATEN  | 2,0              | 1,3               |
| Christian Leye       | LINKE    | 8,5              | 7,8               |
| Christian Loose      | AfD      | 8,1              | 9,4               |
| –                    | Sonstige | –                | 4,6               |

Neben der langjährigen Wahlkreisabgeordneten Carina Gödecke (SPD), die das Mandat seit 1995 innehat, wurde der AfD-Direktkandidat Christian Loose über Platz sieben der Landesliste seiner Partei gewählt.

## Landtagswahl 2012
Wahlberechtigt waren 102.459 Einwohner.
| Direktkandidat    | Partei   | Erststimmen in % | Zweitstimmen in % |
| ----------------- | -------- | ---------------- | ----------------- |
| Gaby Meckelburg   | CDU      | 19,7             | 16,9              |
| Carina Gödecke    | SPD      | 54,9             | 48,2              |
| Ditte Gurack      | GRÜNE    | 8,8              | 12,5              |
| Dennis Rademacher | FDP      | 2,9              | 4,8               |
| Mehriban Özdogan  | LINKE    | 3,6              | 3,7               |
| Volker Steude     | PIRATEN  | 10,1             | 9,1               |
| –                 | Sonstige | –                | 4,8               |

## Landtagswahl 2010
Wahlberechtigt waren 103.061 Einwohner.
| Direktkandidat  | Partei   | Erststimmen in % | Zweitstimmen in % |
| --------------- | -------- | ---------------- | ----------------- |
| David Schary    | CDU      | 25,5 %           | 23,4 %            |
| Carina Gödecke  | SPD      | 51,0 %           | 45,0 %            |
| Ewald Groth     | GRÜNE    | 9,7 %            | 12,7 %            |
| Felix Haltt     | FDP      | 2,9 %            | 4,0 %             |
| Pamela Strutz   | LINKE    | 7,6 %            | 7,7 %             |
| Andre Zimmer    | NPD      | 1,7 %            | 1,1 %             |
| Christian Hoppe | PIRATEN  | 1,7 %            | 2,1 %             |
| -               | Sonstige | -                | 4,0 %             |

## Landtagswahl 2005
Wahlberechtigt waren 105.135 Einwohner.
| Direktkandidat        | Partei               | Stimmen in % |
| --------------------- | -------------------- | ------------ |
| Carina Gödecke        | SPD                  | 49,5         |
| Ingrid Pieper-Sentürk | CDU                  | 30,8         |
| Stephanie Czekala     | FDP                  | 4,0          |
| Barbara Jung          | GRÜNE                | 7,2          |
| Karlheinz Karlowski   | REP                  | 0,7          |
| Denis Herrenbrück     | PDS                  | 1,4          |
| Frank Ulrich Urban    | Die Tierschutzpartei | 1,4          |
| Andreas Schumacher    | BüSo                 | 0,3          |
| Udo Voigt             | NPD                  | 1,5          |
| Guido Ebbinghaus      | WASG                 | 2,7          |
| Reinhard Wösterfeld   | Einzelbewerber       | 0,4          |

## Wahlkreissieger
Alle Wahlkreissieger gehörten der SPD an.
| Jahr | Wahlkreisname      | Direktmandat      |
| ---- | ------------------ | ----------------- |
| 1947 | 103 Bochum-Nordost | Willi Geldmacher  |
| 1950 | 103 Bochum-Nordost | Willi Geldmacher  |
| 1954 | 103 Bochum-Nordost | Erna Herchenröder |
| 1958 | 103 Bochum II      | Franz Schaap      |
| 1962 | 103 Bochum II      | Franz Schaap      |
| 1966 | 106 Bochum II      | Franz Schaap      |
| 1970 | 106 Bochum II      | Fritz Wirtz       |
| 1975 | 106 Bochum II      | Fritz Wirtz       |
| 1980 | 124 Bochum I       | Fritz Wirtz       |
| 1985 | 124 Bochum I       | Ernst-Otto Stüber |
| 1990 | 124 Bochum I       | Ernst-Otto Stüber |
| 1995 | 124 Bochum I       | Carina Gödecke    |
| 2000 | 124 Bochum I       | Carina Gödecke    |
| 2005 | 107 Bochum I       | Carina Gödecke    |
| 2010 | 107 Bochum I       | Carina Gödecke    |
| 2012 | 107 Bochum I       | Carina Gödecke    |
| 2017 | 107 Bochum I       | Carina Gödecke    |
| 2022 | 107 Bochum I       | Andrea Busche     |